# Pontos
Pour les articles homonymes, voir Pontos (homonymie).
Dans la mythologie grecque, Pontos (en grec ancien Πόντος / Póntos, « le flot »), fils  de Gaïa (la Terre) qu'elle engendra seule ou, selon Hygin, avec Éther (ou Ouranos), est une divinité primitive, personnification mâle de la Mer. Il possède chez la plupart des auteurs un pendant féminin en la personne de Thalassa, la Mer féconde, bien que cette dernière soit totalement inconnue d'Hésiode.

## Descendance
Uni à sa mère Gaïa, il engendre plusieurs divinités marines primordiales :
- Nérée (« le vieillard »[1]) ;
- Thaumas  (« le merveilleux ») ;
- Phorcys (« le valeureux ») ;
- Céto (« la bête marine ») ;
- et Eurybie (« la vaste violence »).

Bacchylide cite aussi les Telchines parmi les enfants de Gaia et Pontos, Diodore nommant plutôt Thalassa comme leur mère.
Pour Hygin, c'est de Pontos et de Thalassa que naissent les « diverses races de poissons ».

## Sources
- Pseudo-Apollodore, Bibliothèque [détail des éditions] [lire en ligne] (I, 2, 6 ; I, 10).
- Apollonios de Rhodes, Argonautiques [détail des éditions] [lire en ligne] (I, 498).
- Bacchylide (fr. 52 [édition ?]).
- Hésiode, Théogonie [détail des éditions] [lire en ligne] (v. 106-107, 126, 130-132 et 233).
- Hygin, Fables [détail des éditions] [(la) lire en ligne] (Préface).